# Tổ chức Trẻ em Rồng Xanh
Tổ chức Trẻ em Rồng Xanh (tên tiếng Anh: Blue Dragon Children's Foundation) là một tổ chức phi chính phủ có trụ sở tại Hà Nội, Việt Nam. Sứ mệnh của tổ chức này bao gồm giải cứu trẻ em đường phố, trẻ em, phụ nữ thoát khỏi nạn buôn bán người, lao động cưỡng bức và nô lệ, đồng thời cung cấp nơi ở, giáo dục và việc làm cho các nạn nhân sau khi được giải cứu.
Tổ chức được thành lập chính thức vào năm 2004 bởi một giáo viên người Úc là anh Michael Brosowski. Anh đến Việt Nam vào năm 2002 để giảng dạy tiếng Anh tại Đại học Kinh tế Quốc dân.
Tổ chức Trẻ em Rồng Xanh hiện hỗ trợ hơn 20,000 trẻ em và gia đình trên khắp Việt Nam, đặc biệt ở Hà Nội, Bắc Ninh, Huế, Hà Giang và Điện Biên.